# سنگ‌آب (خواهان)
سنگآب دهی در شمال شرق افغانستان است که مرکز ولسوالی شهرخواهان ولسوالی خواهان در ولایت بدخشان (افغانستان) قرار دارد.
مردم این دهی به فارسی دری سخن می‌گویند .